# The Master Mind of Mars
The Master Mind of Mars é um romance de fantasia científica escrito por Edgar Rice Burroughs, o sexto de sua famosa série Barsoom. Burroughs pensou em dois títulos antes de escolher The Master Mind of Mars; A Weird Adventure on Mars e Vad Varo of Barsoom. Ele foi publicado primeiramente na revista pulp Amazing Stories Annual vol . 1, 15 de julho de 1927. Mais tarde foi publicado como um livro pela A.C. McClurg em Março de 1928.

## Enredo
Neste romance de Burroughs muda o foco da série pela segunda vez, a primeira tendo sido desde os primeiros protagonistas John Carter e Dejah Thoris para seus filhos após o terceiro livro. Agora, ele se move para um herói completamente alheios, Ulysses Paxton, um terráqueo como Carter que, também é enviado ao Planeta Marte através de projeção astral.

## Gêneros
Enquanto o romance é muitas vezes classificado como fantasia científica,  é mais intimamente relacionado a romance planetário e espada e planeta, que possuem afinidades com a fantasia e a espada e feitiçaria; . Distingue-se pela sua inclusão de elementos científicos (ou pseudo-científicos). Tradicionalmente, romances planetários ocorrem na superfície de um mundo alienígena, e muitas vezes incluem lutas de espadas; monstros; elementos sobrenaturais, tais como: habilidades telepáticas (em oposição a magia); E culturas semelhantes a do Planeta Terra em épocas pré-industriais, especialmente com as estruturas sociais teocráticos ou dinásticas. Naves espaciais podem aparecer normalmente, mas não são fundamentais para a história; Esta é uma diferença fundamental da space opera, em que geralmente naves espaciais são fundamentais para a narrativa.